# Almohaja
Almohaja este o localitate în comarca Comunidad de Teruel, în provincia Teruel și comunitatea Aragon. Are o populație de 23 de locuitori. (2009).
1. ↑   https://datos.gob.es/es/catalogo/a02002834-nomenclator-ano-20147 Lipsește sau este vid: |title= (ajutor)